# Arctoseius wisniewskii
Arctoseius wisniewskii – gatunek roztocza z rzędu żukowców i rodziny Ascidae.

## Taksonomia
Gatunek ten został po raz pierwszy opisany w 2009 roku przez Dariusza J. Gwiazdowicza i Jacka Kamczyca z Uniwersytetu Przyrodniczego w Poznaniu. Opisu dokonano na podstawie okazów 6 samic i 2 samców, odłowionych przez drugiego z autorów latem 2005 roku w Parku Narodowym Gór Stołowych, w polskiej części tychże gór. Epitet gatunkowy nadano na cześć polskiego akarologa Jerzego Wiśniewskiego. Materiał typowy rozdysponowano pomiędzy Zakład Ochrony Lasu Uniwersytetu Przyrodniczego w Poznaniu, Smithsonian National Museum of Natural History w Waszyngtonie oraz Muzeum Historii Naturalnej w Londynie.
A. wisniewskii tworzy grupę blisko spokrewnionych gatunków (multidentatus-group) wraz z A. haarlovi, A. koltschaki, A. multidentatus i A. sexsetus. Niewykluczone, że należy do niej również A. laterincisus, jednak istnieje podejrzenie, że jego seria typowa obejmuje okazy więcej niż jednego gatunku i wymaga rewizji.

## Morfologia

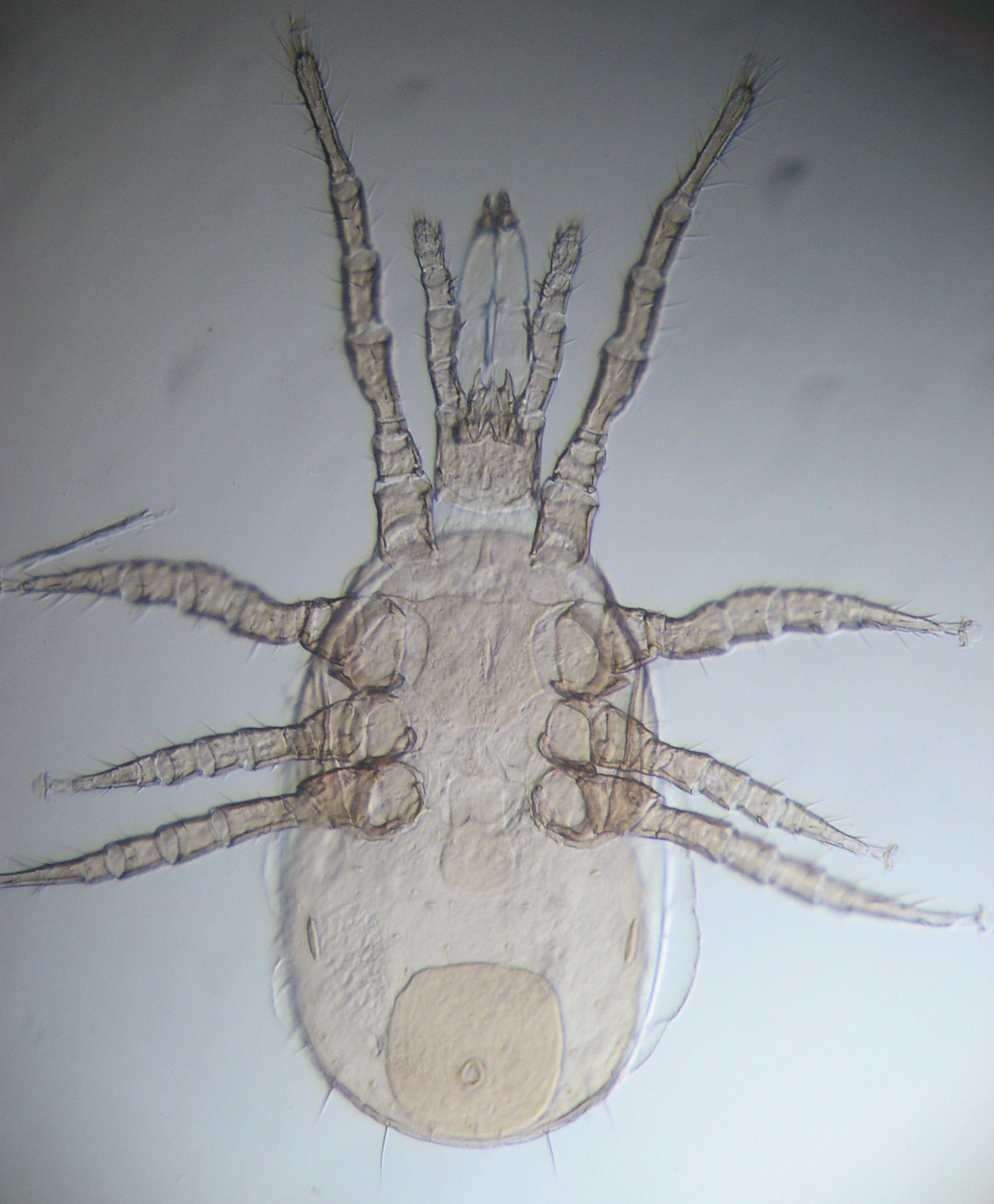
Samica A. magnanalis, gatunku należącego do tego samego rodzaju

Roztocz o ciele podzielonym na pseudotagmy – gnatosomę i owalną idiosomę, z których ta druga u samca osiąga 500 μm długości i 300 μm szerokości, a u samicy 550 μm długości i 300 μm szerokości. Gnatosoma cechuje się dużymi, znacznie dłuższymi niż szerokimi i dłuższymi od palców szczękoczułków corniculi oraz siedmioma rządkami ząbkowań w rowku hypostomalnym. Szczękoczułki samicy mają po dwa ząbki na placach ruchomych i po trzy na nieruchomych; te ostatnie tworzą regularny rządek za hakiem wierzchołkowym. U samca ruchomy palec szczękoczułków zaopatrzony jest w dość krótki i wyprostowany narząd kopulacyjny – spermatodaktyl oraz jeden ząbek oddalony od wierzchołka palca tak mocno, że leży niemal naprzeciw pilus dentilis. Gnatosomę od góry nakrywa wytwór idiosomy zwany gnatotektum lub nadgębiem (epistomą); dysponuje on trzema wyrostkami, niekiedy o rozdwojonych wierzchołkach.
Idiosomę z wierzchu pokrywa delikatnie punktowana tarczka grzbietowa (dorsalna), zwana tu tarczką schizodorsalną z uwagi na niecałkowity podział wcięciami na części podonotalną i opistonotalną. Typowo na tarczce schizodorsalnej znajduje się 30 par szczecinek (17 par w części podonotalnej i 13 w opistonotalnej) ustawionych w trzech parach rzędów (oznaczonych licząc od środka do brzegu: j, z, s na części podonotalnej oraz J, Z, S na części opistonotalnej), jednakże u niektórych osobników część szczecinek może być przesunięta poza obręb tarczki. Wszystkie szczecinki idiosomy są prosto zbudowane, a długość większości mieści się w przedziale od 25 do 30 μm; najwięcej, bo 60 μm osiągają szczecinki Z5, a najmniej, 10 μm, szczecinki J5. Brak w części podonotalnej szczecinek z3 oraz szczecinek S1 w części opistonotalnej są cechami wyróżniającymi od większości przedstawicieli grupy multidentatus.
Budowa spodniej części idiosomy wykazuje wyraźny dymorfizm płciowy. U samicy występuje tarczka sternalna o długości 130–150 μm i szerokości 100 μm. Krawędzie tejże tarczki w częściach przednio-bocznych wyciągnięte są w wąskie rogi. Spośród szczecinek sternalnych (st) tylko trzy pierwsze pary leżą na tej tarczce. Para czwarta (st4) leży na błonie tuż za tarczką, a para piąta (st5) na błonie po bokach tarczki genitalnej. Długość tarczki genitalnej wynosi 120 μm, a szerokość 80 μm. Dalej z tyłu leży tarczka analna o długości i szerokości równych od 90 do 100 μm, wyposażona w trzy, rzadziej cztery szczecinki. U samca spód idiosomy ma inne tarczki – tarczkę sternogenitalną i wentrianalną. Tarczka strernogenitalna osiąga 250 μm długości, od 80 do 90 μm szerokości i ma pięć par szczecinek sternalnych. Otwór płciowy samca leży między pierwszą parą szczecinek sternalnych. Tarczka wentrianalna ma 170 μm długości i tyleż szerokości, a z jej powierzchni wyrasta 15 szczecinek. U obu płci na spodzie idioosomy występują ponadto dwie pary tarczek metapodalnych za biodrami odnóży czwartej pary oraz krótkie perytremy (u samicy ich długość wynosi 120 μm).
Spośród odnóży pierwsza ich para osiąga około 600 μm, przekraczając długością idiosomę, ma po 2 szczecinki na biodrach, po 6 na krętarzach, po 12 na udach, kolanach i goleniach oraz po 39 na stopach; ponadto zaopatrzona jest w pazurki mniejsze niż pozostałe pary. Druga para odnóży ma po 2 szczecinki na biodrach, 5 na krętarzach, po 10 na udach i kolanach, 9 na goleniach i 16 na stopach. Trzecia para odnóży ma po 2 szczecinki na biodrach, 5 na krętarzach, 6 na udach, po 7 na kolanach i goleniach oraz 16 na stopach. Odnóża czwartej pary mają po 1 szczecince na biodrach, po 5 na krętarzach, 6 na udach, po 7 na kolanach, 6 na goleniach i 16 na stopach.

## Ekologia i występowanie
Żukowiec ten znany jest wyłącznie z polskiej części Gór Stołowych. Występuje w korytarzach i szczelinach skalnych Szczelińca Wielkiego. Siedliska te charakteryzują się wysoką wilgotnością (od 90 do 98%) i temperaturą nieprzekraczającą latem 8–12 °C. Liczne inne gatunki z rodzaju Arctoseius również związane są z siedliskami bardzo zimnymi, jak tundra arktyczna czy tajga.